# Cafax
Cafax var indtil 2017 en selvstændig kaffekæde i Danmark bestående af selvstændige grossister. Kæden var oprindelig fra 1950´erne. Præcis hvornår/ hvordan den opstod vides ikke med sikkerhed. Kæden blev opkøbt af JDE (Jacobs Douwe Egberts) en Hollandsk kæde i 2017 som stadig bruger navnet. I 2017 havde kæden 112 ansatte.